# Château de Boussac
Pour les articles homonymes, voir Château de Boussac (homonymie).
Le château de Boussac est situé sur la commune française de Boussac dans le département de la Creuse, en région Nouvelle-Aquitaine. Boussac est au bord de la Petite Creuse (affluent de la rive droite de la Creuse), à 40 km environ au nord-est de Guéret.
Le château classé au titre des monuments historiques, est ouvert à la visite. Il est connu pour avoir hébergé deux illustres occupants : la romancière George Sand et l'éditeur Pierre Leroux.

## Localisation
Le château de Boussac est bâti, sur une falaise aplanie, à l'ouest du bourg de Boussac, dans le quart nord-est du département français de la Creuse. Il domine la Petite Creuse en rive droite d'une quinzaine de mètres à sa confluence avec un petit affluent.

## Historique
C'est sur un site occupé depuis les Romains qu'a été édifié le château primitif des XIIe et XIIIe siècles. Détruit par les Anglais lors de la guerre de Cent Ans, il est reconstruit vers 1400 au même emplacement par le maréchal Jean de Brosse, issu d'une branche cadette des vicomtes de Brosse, qui avait obtenu Boussac par mariage avec l'héritière de la première famille féodale (une branche cadette des princes de Déols, sires de Châteauroux). L'édifice, remanié aux XVIe et XVIIe siècles, est le siège d'une baronnie, voire d'une vicomté.
Cédant aux objurgations de la société populaire de Lépaud, relayée par l'administration du département, la municipalité de Boussac, sans enthousiasme, décide le démantèlement du château en avril 1794. Pour une somme de 8 400 livres (payables en assignats ?), l'adjudicataire y procède à partir du mois de juillet : il comble les fossés, rase le donjon, ainsi que les toitures « orgueilleuses » des tours, abat le portail et les fortifications. Le corps principal de bâtiment reste pourtant à peu près intact. Sa porte d'entrée comporte encore aujourd'hui, au-dessus du linteau, les armes de la famille de Brosse (trois « brosses ») sculptées dans la pierre.
Vendu en 1833 à la municipalité de Boussac par Pauline de Carbonnières, fille de Charles Henri, devenue comtesse de Ribeyreys, puis racheté par le département, le château abrite, à partir de 1838, le siège de la sous-préfecture de Boussac. C’est Prosper Mérimée, lors d'une inspection dans la région, et George Sand qui y découvrent les six panneaux de « La Dame à la Licorne », célèbres tapisseries fabriquées dans les Flandres, aujourd’hui pièces maîtresses du musée du Moyen Âge à Paris. Puis, après 1926, une caserne de gendarmerie s'installe dans le château.

## Description

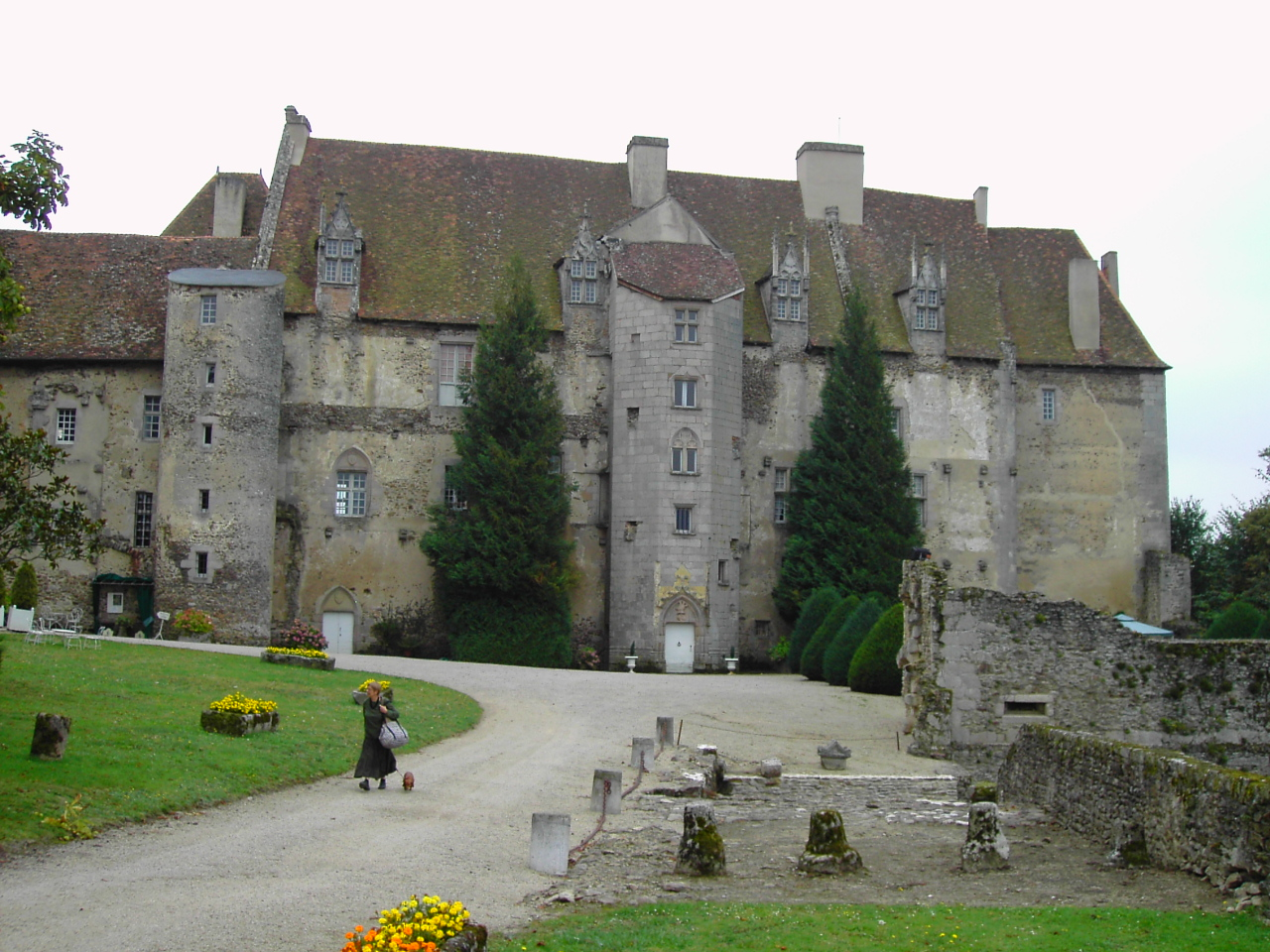
La cour intérieure et la façade nord.

Le château, bâti en surplomb rocheux sur la rivière, se présente sous la forme d'un logis rectangulaire flanqué d'une grosse tour ronde, de deux tours carrées et d'une tourelle d'escalier à trois pans. La tour sud-ouest a conservé une partie des corbeaux de ses anciens mâchicoulis.
La façade sud du château, rythmée de tours rectangulaires coiffées de tuiles, présente un aspect austère avec des pierres brunes.
Les lucarnes qui datent du XVe siècle possèdent des pignons à crochets, des fleurons et des compartiments flamboyants. Une porte d'escalier en arc brisé est surmontée d'un tympan sculpté. Aux premier et second étages, les fenêtres ont été modifiées au XVIIIe siècle.
À l'intérieur, la salle des gardes possède deux cheminées dites « petite cheminée » et « grande cheminée », toutes deux du XVe siècle, qui ont été classées à titre d'objets le 18 mai 1927.
Au deuxième étage se situe la chambre que George Sand occupe à plusieurs reprises, notamment pendant une épidémie qui l'oblige à s'éloigner de Nohant, et durant la guerre de 1870. Elle y écrit Journal d'un voyageur pendant la guerre. Les lambris de revêtement de cette chambre qui datent du milieu du XVIIIe siècle ont aussi été classés à titre d'objets à la même date.
Le domaine est acquis en 1965 par M. et Mme Blondeau qui le restaurent et le meublent. M. Blondeau s'intéresse aussi à la tapisserie d'Aubusson et rachète la manufacture Saint-Jean à Aubusson.
Le château possède une très intéressante suite de tapisseries d'Aubusson, datant du XVIIe siècle jusqu'à l'époque actuelle. Dans les premières salles d'expositions sont notamment exposées des tapisseries du XXe siècle de Jean Lurçat, Jean Picart Le Doux et Dom Robert.
Contrairement à des légendes bien établies, le prince turc Zizim n'a jamais séjourné à Boussac ; à plus forte raison, il n'est pour rien dans la confection des tapisseries dites de La Dame à la Licorne.

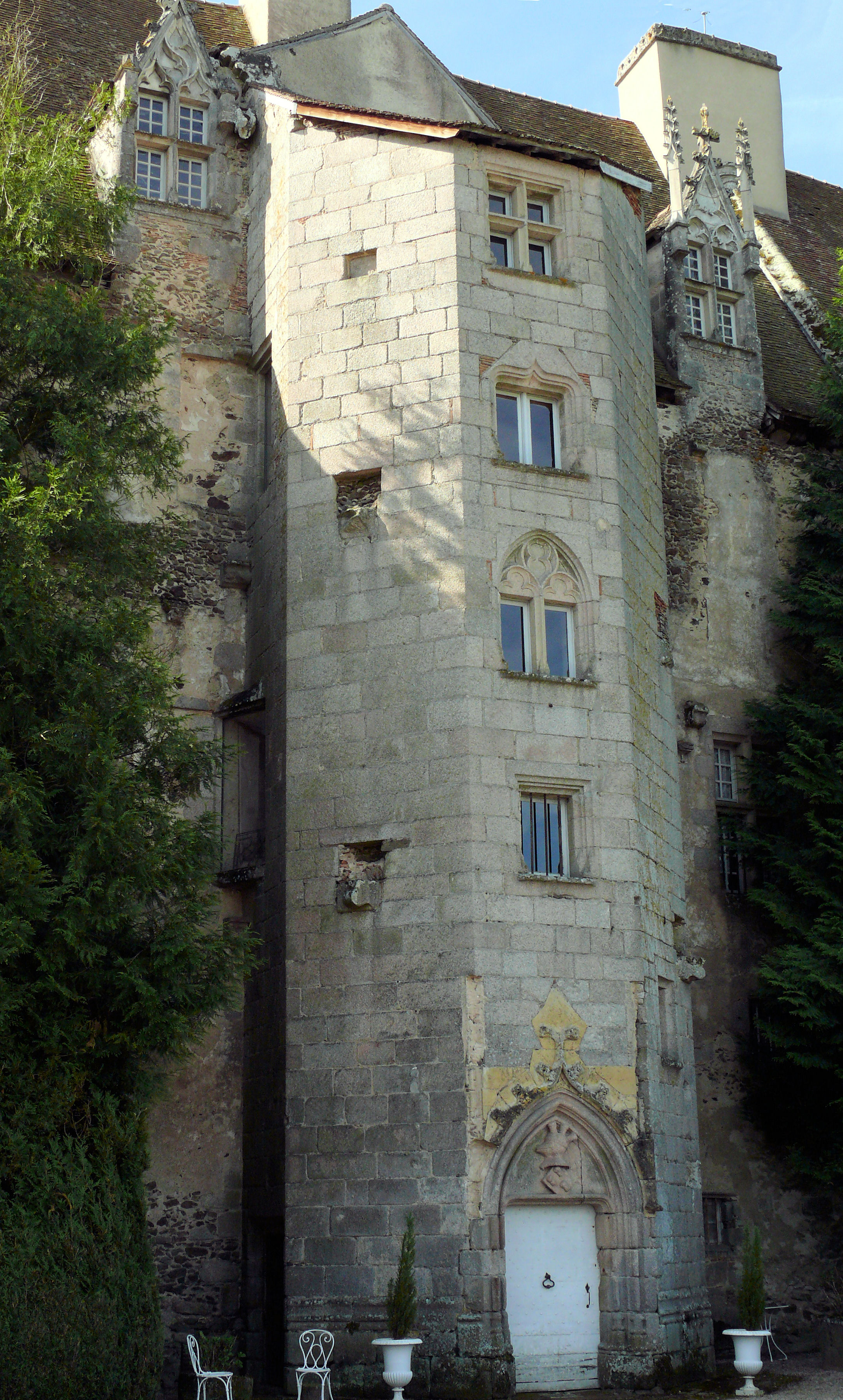
Tour d'escalier.
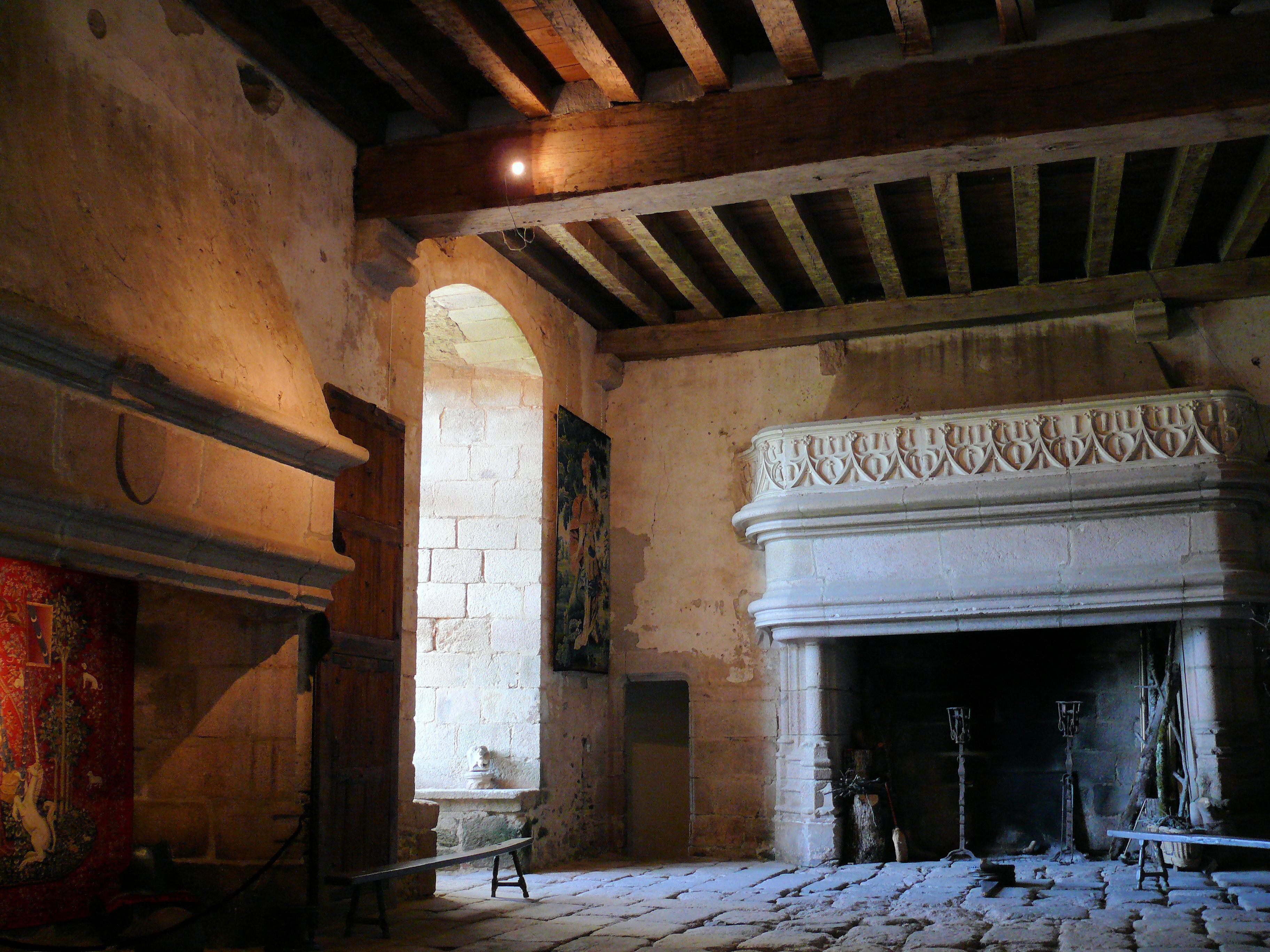
Salle des gardes.
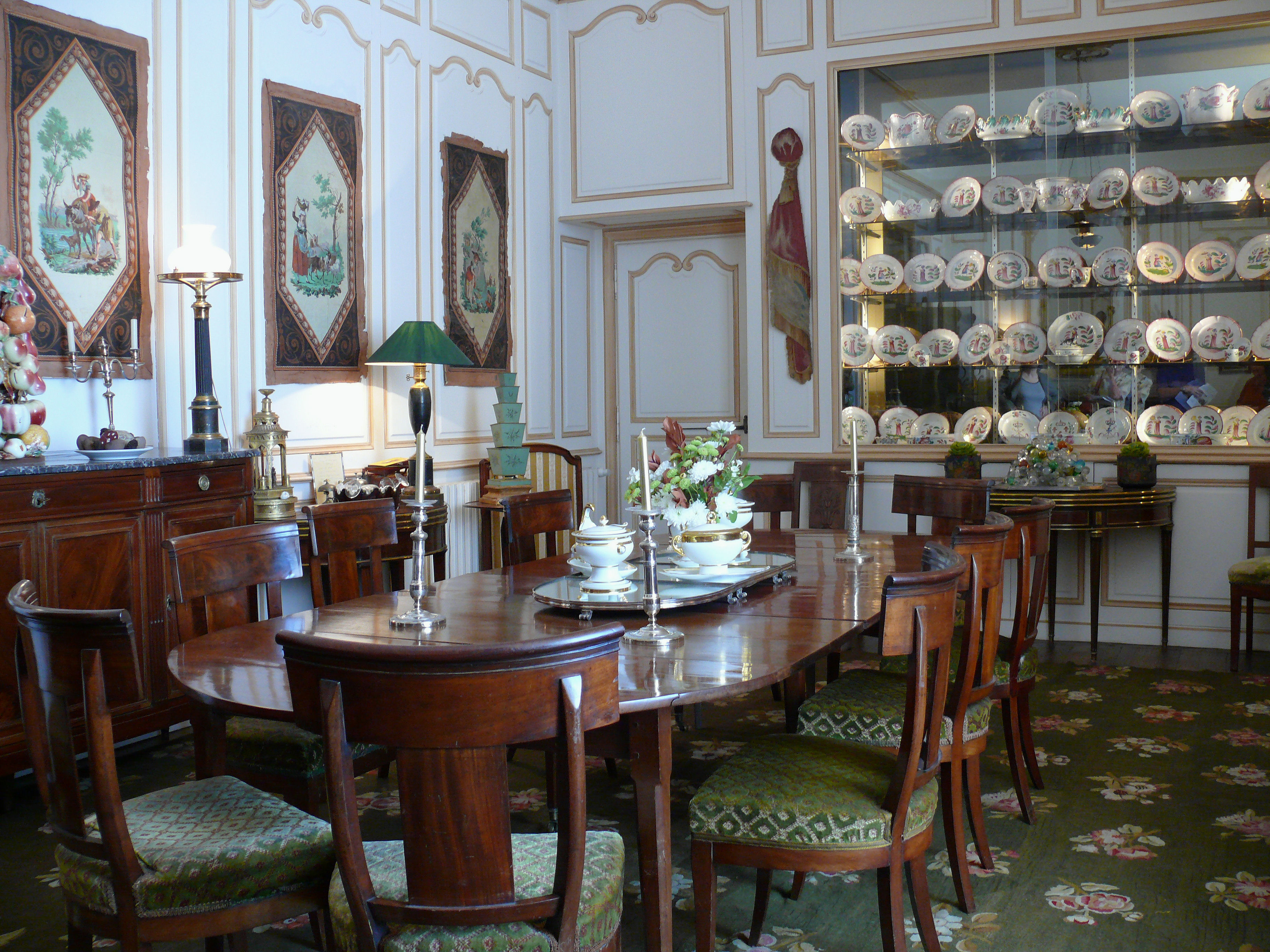
Salle à manger.
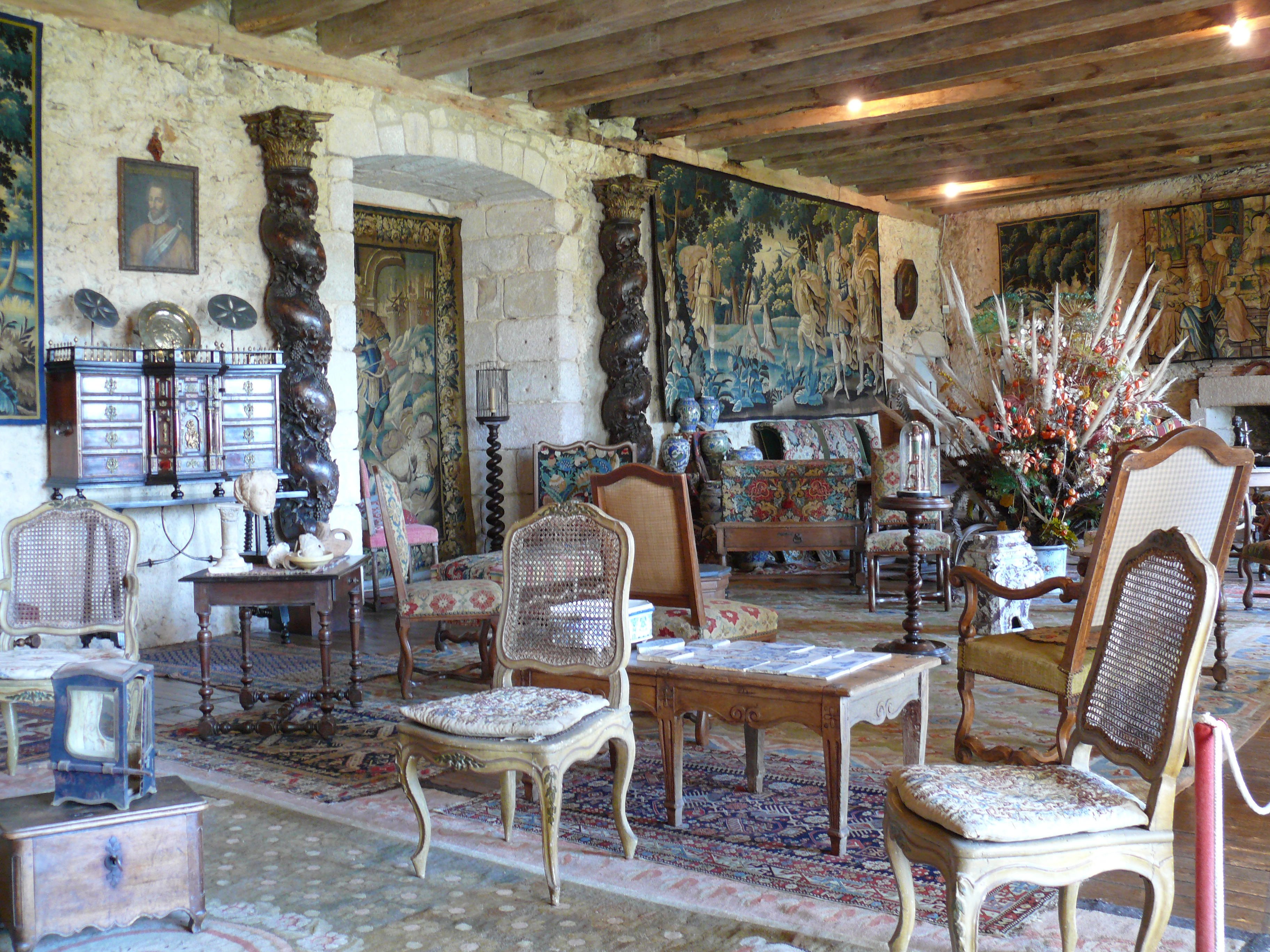
Salon.

## Protection aux monuments historiques
Le château est classé par arrêté du 25 juillet 1930.

## Pierre Leroux et George Sand à Boussac
C'est en 1835 ou 1836 que Pierre Leroux fait la connaissance de George Sand. Ainsi que l'écrit Georges Lubin, Leroux la subjugue et « elle ne jure plus que par lui ». Certains de ses romans, tels Consuelo et La Comtesse de Rudolstadt (1843-1844), ainsi que Le Meunier d'Angibault (1845), se ressentiront de l'influence de Leroux. Dès 1843, George Sand ne tarde pourtant pas à perdre ses illusions sur le personnage, qui avait largement et abusivement profité de ses relations pour les démarcher et obtenir des subsides. Elle va jusqu'à le qualifier de « sybarite intellectuel, etc. ».

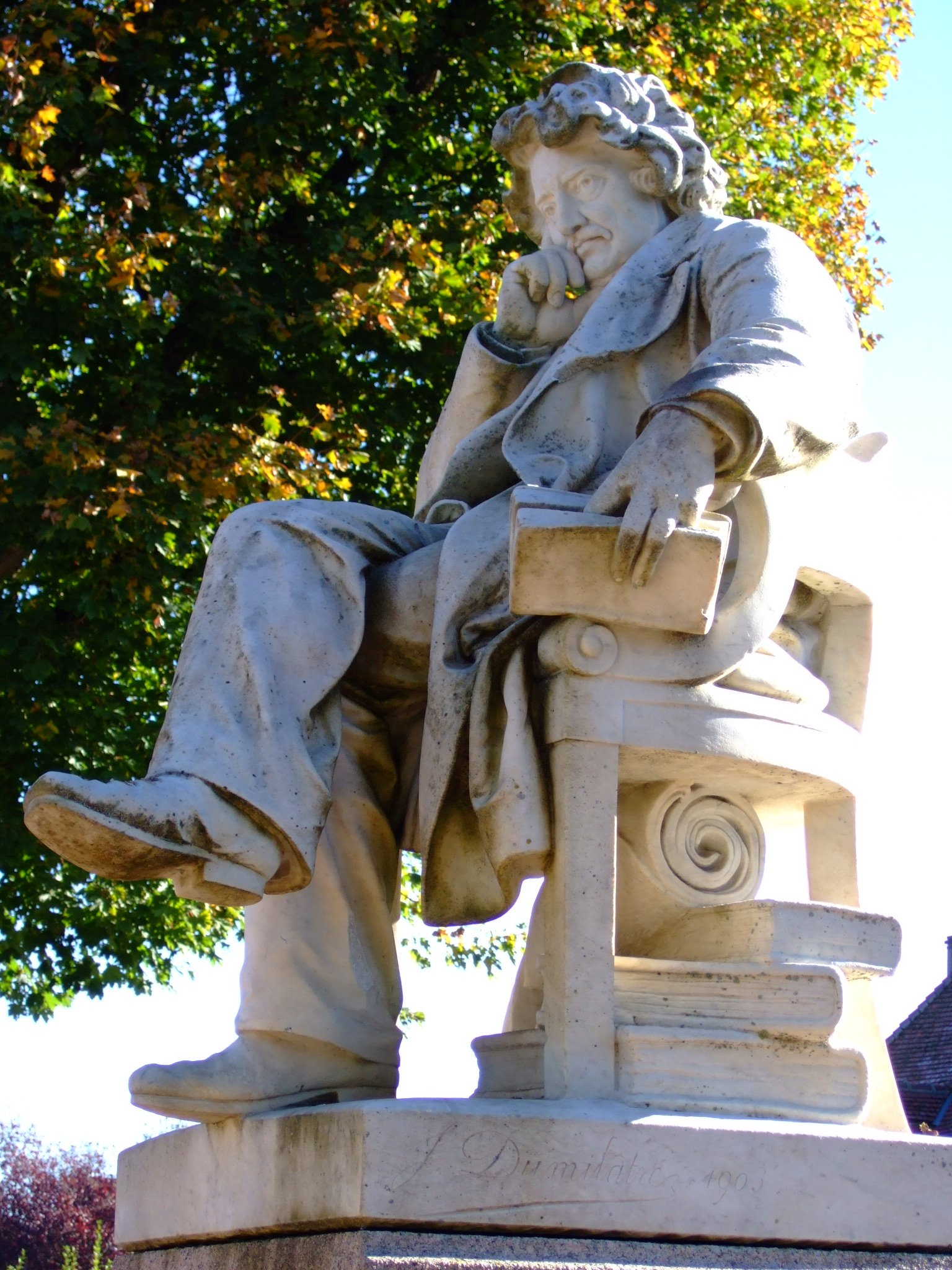
La statue de Pierre Leroux à Boussac.

Le 20 décembre 1843, Leroux obtient du gouvernement de Louis-Philippe un brevet pour créer une imprimerie à Boussac, que George Sand, « la voisine de Nohant », lui avait sans doute fait découvrir lors d'une excursion au site « Les pierres jaumâtres » : ce site, que Sand croit druidique, joue un rôle important dans son roman Jeanne, dont l’action se déroule en grande partie au château de Boussac. Leroux s'installe à Boussac, près du cimetière communal, et fait venir sa famille, des proches, puis, au fil des mois, des « disciples » séduits par ses théories et le mode de vie de la communauté.
L'activité politique de Leroux, initié dans la franc-maçonnerie à Limoges, est alors presque nulle. Il est en effet surtout préoccupé d'éditer L'Éclaireur, La Revue sociale, de rééditer ses propres œuvres, de chercher des commandes, tout en s'efforçant, en vain, de mettre au point sa machine d'imprimerie. Infatigable démarcheur, il tente aussi de séduire de nouveaux adeptes, si possible fortunés, et de recueillir des dons pour son entreprise collective, qui est bien loin de parvenir à l'autosuffisance. En 1848, selon des témoins cités par le premier biographe de Leroux, Pierre-Félix Thomas, la « communauté » de Boussac aurait compté plus de quatre-vingts personnes.
Au printemps 1845, le maire de Boussac, sous-préfet par intérim, s'inquiète des activités de Leroux auprès du ministère de l'Intérieur. Celui-ci le rassure par l'intermédiaire du préfet de la Creuse, en présentant Leroux comme « un rêveur qui n'a jamais été considéré comme propre à devenir un homme d'action ».
Quelques jours après la proclamation de la IIe République à Paris, en février 1848, Leroux est pourtant élu maire de Boussac. En mai, il échoue aux élections législatives dans la Creuse. Il est élu député à Paris à l'occasion des élections complémentaires de juin 1848.